# Catacombe van Sint-Sebastiaan

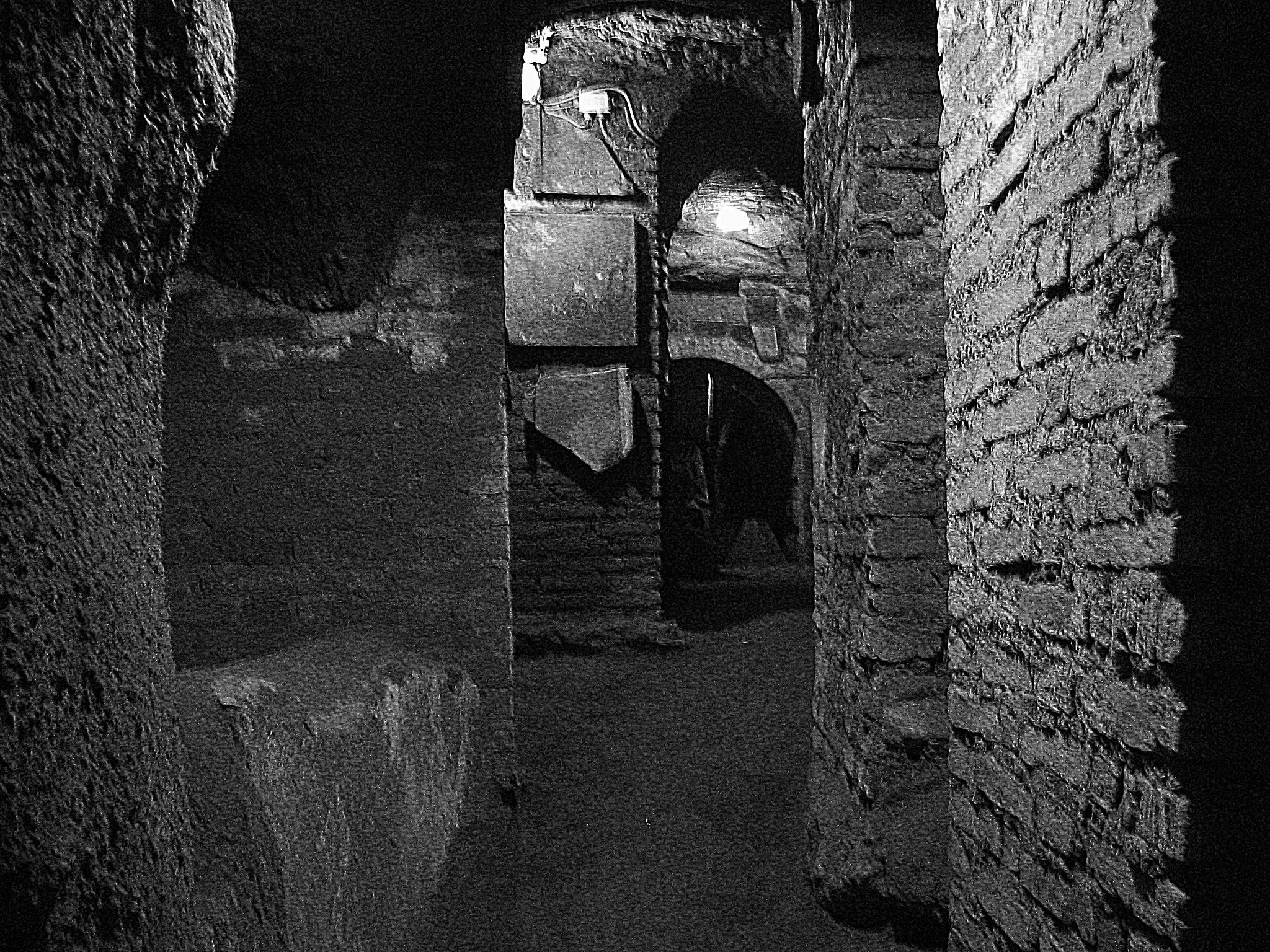
De Catacombe van Sint-Sebastiaan

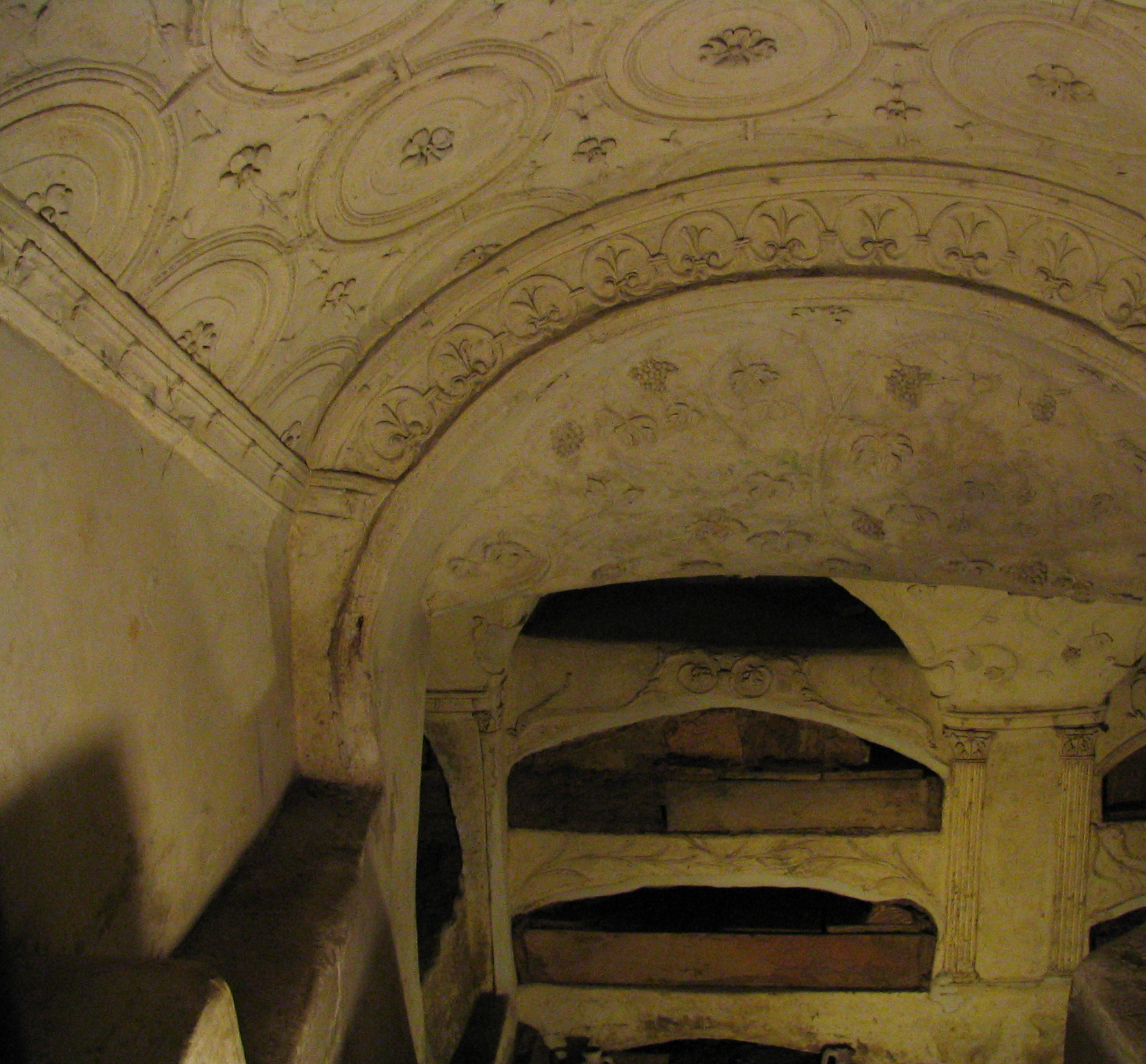
Nissen met grafkisten

De Catacombe van Sint-Sebastiaan (Italiaans: Catacombe di San Sebastiano) is een van de catacombecomplexen in de Italiaanse stad Rome. De vroegchristelijke onderaardse begraafplaats ligt aan de Via Appia ten zuidoosten van de stadskern buiten de stadsmuur. De necropool is vernoemd naar de heilige Sint-Sebastiaan die tijdens de christenvervolging rond 300 n.Chr. onder keizer Diocletianus de marteldood stierf en hier later begraven werd.
De catacombe is echter ouder. Ze is ontstaan toen enkele heidense hypogea, enkelvoudige uitgehakte graven, via ondergrondse gangen met elkaar verbonden werden. Vanaf de 2e eeuw groeide dit alles uit tot een enorm gangenstelsel dat zich op vier niveaus uitstrekt. In de nissen lagen de graven van duizenden overleden christenen. Toen het christendom in de vierde eeuw meer en meer geaccepteerd werd en aan het eind van dezelfde eeuw zelfs staatsgodsdienst was, zijn de stoffelijke resten, bij wijze van een daad van respect, herbegraven in de kerken in en om Rome. Op dit moment liggen er geen stoffelijke resten meer in de catacombe.
Volgens de legende zou zich hier ook een tijdelijke rustplaats voor de stoffelijke resten van Petrus en Paulus hebben bevonden, tijdens het bewind van de Romeinse keizer Valerianus. Ten tijde van keizer Constantijn de Grote werd boven de catacombe een basiliek gebouwd ter ere van deze apostelen, de Basilica Apostolorum. Later werd deze ook naar de martelaar Sebastiaan genoemd, de Basilica di San Sebastiano. In een niet voor het publiek toegankelijke crypte onder de kerk ligt deze heilige ook begraven.
In tegenstelling tot de andere catacomben van Rome, zijn de catacomben van Sint-Sebastiaan nooit in de vergetelheid geraakt. Omdat deze door de eeuwen heen continu bezocht konden worden, zijn de archeologische vondsten en de kwaliteit van de wandschilderingen van mindere kwaliteit dan bij de andere catacomben aan de Via Appia.

## Toponiem
In de oudheid stonden de catacombe bekend als in catacumbas, een Griekse term die bestaat uit twee woorden, katà en kymbe, wat letterlijkbetekent dicht bij de holtes. Het is mogelijk om langs de Via Appia Antica, vlak bij de begraafplaats, een sterke depressie in de bodem te vinden. Bovendien werd het gebied in de oudheid, vóór het gebruik van de begraafplaats, aangetast door puzzolaangroeves, die nu ongeveer tien meter onder de vloer van de huidige basiliek van Sint-Sebastiaan buiten de Muren liggen: deze steengroeven zijn de oorsprong van een heidense begraafplaats, later gebruikt door christenen. De term catacumbas is ondertussen, door een proces van uitbreiding en identificatie, uiteindelijk verworden als begrip voor alle ondergrondse begraafplaatsen, die eenvoudigweg met catacombe worden aangeduid.
De ondergrondse begraafplaats, die alleen in de vroege middeleeuwen Sint-Sebastiaan werd genoemd, heette aanvankelijk in memoria apostolorum (uit de derde eeuw), een toponiem dat verband houdt met de aanwezigheid in de catacombe, gedurende een bepaalde periode, van de relieken van de apostelen Petrus en Paulus. De Depositio martyrum (midden van de 4e eeuw), op de datum van 29 juni, spreekt van de terugkeer van Petrus in de catacumbas en van Paulus op de Via Ostiense. De Martyrologium Hieronymianum (5e eeuw) herinnert aan de terugkeer van Peter in het Vaticaan, van Paulus op de Ostiense en utrumque in catacumbas, Tusco et Basso consulibus (ten tijde van de consuls Tusco en Basso, dat wil zeggen, in 258).

## Martelaren
Oude bronnen documenteren op de begraafplaats aan de Via Appia de aanwezigheid van drie martelaren: Sebastiaan, Quirinus en Eutychius. De namen van de drie martelaren worden genoemd in een catalogus uit de 7e eeuw, genaamd Notula oleorum, terwijl de itinerariums voor pelgrims van de vroege middeleeuwen Eutychius niet vermelden, omdat zijn graf moeilijk te bereiken was.
Van Sebastiaan herinnert de Depositio martyrum zijn dood en zijn begrafenis op 20 januari in de catacombe. Er is weinig over hem bekend: Sint-Ambrosius (eind 4e eeuw) zegt dat hij oorspronkelijk uit Milaan kwam en dat hij tijdens de vervolging van Diocletianus aan de marteldood stierf in Rome; de vijfde eeuw passio zegt dat hij een soldaat was die oorspronkelijk uit Narbonne in Gallië kwam, geboren in een Milanese familie, die stierf in Rome onder Diocletianus. Zijn relieken bleven tot de negende eeuw in de catacombe, ze werden vervolgens binnen de stadsmuren verplaatst en vandaag worden ze opnieuw bewaard op de Via Appia, in de kapel van Sint-Sebastiaan in de basiliek boven de begraafplaats.
Quirinus was een bisschop van Pannonië, wiens stoffelijke resten tussen de 4e en 5e eeuw door pelgrims uit die regio naar Rome werden overgebracht. Er is niets bekend over Eutychius, behalve het zekere feit van zijn graf, ontdekt tijdens de archeologische opgravingen van de vorige eeuw in een aardverschuivingsgebied van de catacombe. Het Damasiaanse gedicht van hem is tentoongesteld bij de ingang van de basiliek.

## Geschiedenis
Dankzij de opgravingen aan het einde van de negentiende eeuw en tijdens de twintigste eeuw was het mogelijk om de topografische en architecturale geschiedenis te reconstrueren van het gebied waar de catacombe zich bevindt, dat bestaat uit drie niveaus van galerijen.
Oorspronkelijk was het gebied een puzzolaangroeve die werd verlaten aan het einde van de 2e eeuw. Door de Romeinen werd ze toen gebruikt als een heidense begraafplaats: er vonden eenvoudige begrafenissen van slaven en vrijgelatenen plaats, maar ook monumentale begrafenissen, met name in de zogenaamde piazzola, een cirkelvormige omgeving waar drie mausolea opgegraven zijn. De aanwezigheid in deze mausolea, met name in het mausoleum van de Innocentiores, van typisch christelijke iconografische afbeeldingen, zoals het anker en de vis, suggereert dat het mausoleum in een tweede periode ook werd gebruikt voor de begrafenis van christenen. Naast de piazzola begon men in deze periode met het uitgraven van de galerijen voor de begraafplaatsen.
Tegen het midden van de derde eeuw werd de hele piazzola begraven om een plateau op een hoger niveau te creëren. Op dit plateau zijn drie monumenten opgegraven: de zogenaamde triclia, een overdekte arcadenzaal die wordt gebruikt voor begrafenisbanketten. Op de muren werden meer dan 600 graffiti met bezweringen aan de apostelen Petrus en Paulus gevonden; evenals een met marmer beklede aedicula, waarvan archeologen denken dat het de plaats is waar de relieken van de twee apostelen bewaard zijn gebleven in de periode waarin deze plek werd omgevormd in een catacombe; en een overdekte ruimte met een waterput. De overbrenging van de relieken van de apostelen naar Sint-Sebastiaan in het midden van de derde eeuw en hun verplaatsing naar hun oorspronkelijke plaatsen aan het begin van de vierde eeuw is onderwerp van discussie onder geleerden en archeologen.
Ten slotte werden in de eerste helft van de vierde eeuw ook deze kamers begraven, om de verhoging te bouwen waarop de Constantijnse basiliek werd gebouwd.

## Beschrijving
In de rechter zijbeuk van de primitieve basiliek, herbouwd in 1933 op oude overblijfselen, zijn zichtbaar de bogen met het middenschip van de huidige kerk, ommuurd in de 13e eeuw, en de buitenkant van de apsis van de Kapel van de Relikwieën aan de linkerkant. Er zijn gehele en delen van sarcofagen (meestal uit de 4e eeuw) gevonden bij de opgravingen.
Via een trap gaat men naar beneden naar de galerijen waar er meerdere kamers zijn. Vermeldenswaardig zijn de laat 4e-eeuwse schilderingen van de Kamer van Jona, waarin de cyclus is afgebeeld in vier scènes. Tevens is er de gerestaureerde Crypte van Sint-Sebastiaan, met een altaartafel op de plaats van de oude (er zijn nog enkele sporen van het basement aanwezig) en de buste van Sint-Sebastiaan toegeschreven aan Bernini. Vanaf hier komt men uit op de piazzola, waaronder zich een zandstenen holte bevindt die misschien te danken is aan de naam "ad catacumbas" die deze begraafplaats had en die zich vervolgens uitstrekte tot de andere delen.
Op de piazzola staan drie mausolea uit de tweede helft van de tweede eeuw die ook later nog zijn gebruikt.
- De eerste staat aan de rechterkant. Aan de buitenkant is deze versierd met schilderingen (begrafenisbanketten, wonder van de bezetenen van Gerasa) en een inscriptie met de naam van de eigenaar, Marcus Clodius Hermes. Het interieur, met graven en schilderingen, is op het gewelf versierd met een hoofd van Gorgo.
- De tweede, degli Innocentiores genoemd, heeft een gewelf versierd met verfijnd stucwerk; in sommige kamers zijn er inscripties in Griekse karakters, maar geschreven in het Latijn, en graffiti met de initialen van de Griekse woorden die "Jezus Christus, de zoon van God de Verlosser" betekenen.
- Aan de linkerkant bevindt zich het Mausoleum van de Bijl, met dit gereedschap aan de buitenkant afgebeeld, waarvan de decoratie wordt gevormd door wijnranken die oprijzen uit kanthari die op neppilaren zijn geplaatst.

Vanaf de piazzola gaat men omhoog naar een gebied, ongeveer in het midden van de basiliek gesitueerd, dat aan de bovenkant door de constructie uitgehouwen is: de zogenaamde "Triclia", een door een dak overbedekte plaats waar begrafenisbanketten werden gevierd. De gepleisterde muren van deze ruimte tonen honderden graffiti van toegewijdingen, gegraveerd in de tweede helft van de derde tot het begin van de vierde eeuw, met bezweringen aan de apostelen Petrus en Paulus. Van de Triclia gaat men, door een toegangskamer, naar de oude kooromgang, die rond de apsis loopt: hier worden een verzameling opschriften en een volledig model van de mausolea, van de Triclia en van de basiliek van Constantijn gesitueerd. Verder afdalend komt men in de Platonia, een constructie achter de basiliek waarvan werd aangenomen dat het de plaats was van het tijdelijke graf van de twee apostelen en die in plaats daarvan, zoals de opgravingen van 1892 aantoonden, het mausoleum was van de martelaar Quirinus, bisschop van Siscia in Pannonia, hierheen vervoerd in de 5e eeuw.
Rechts van Platonia bevindt zich de kapel van Honorius III, aangepast in een vestibule van het mausoleum, met interessante 13e-eeuwse schilderingen (waaronder Petrus en Paulus, het kruisbeeld, heiligen, Slachting van de Onschuldigen, Maria met het kind). Aan de linkerkant een apsisvormig mausoleum met een altaar tegen de apsis: op de linker muur zou de domus Petri-graffiti verwijzen naar een graf van de apostel.

## Referentie
- L.V. Rutgers Onderaards Rome, Leuven 2000. ISBN 9042908173